# ГЭС Хоабинь
ГЭС Хоабинь (вьет. Hòa Bình, «Мир») — электростанция на реке Да, расположенная в провинции Хоабинь, Вьетнам. До ввода в эксплуатацию ГЭС Шонла являлась крупнейшей ГЭС как во Вьетнаме, так и во всей Юго-Восточной Азии.
Проект гидроэлектростанции был разработан в НИИ Гидропроект, а само строительство велось с участием советских специалистов. Возведение плотины было начато в 1979 году, а введена в строй станция была в 1994. ГЭС Хоабинь является частью каскада гидроузлов на реке Да, остальными элементами которого являются ГЭС Шонла и ГЭС Лайтяу, расположенные выше по течению.
У нижнего бьефа плотины установлен монумент, посвященный 168 погибшим при строительстве электростанции, в числе которых было 11 граждан Советского Союза.